# Sinister (film)
A Sinister 2012-ben bemutatott amerikai természetfeletti horrorfilm, melynek forgatókönyvírója és rendezője Scott Derrickson. A főszerepet Ethan Hawke, Juliet Rylance, James Ransone, Fred Thompson és Vincent D’Onofrio alakítja.
A Sinister-t egy rémálom ihlette, amelyet C. Robert Cargill társíró a 2002-es A kör című film megtekintése után látott. A film forgatása 2011 őszén kezdődött, 3 millió dolláros költségvetéssel.  A régi házi filmek és snuff-filmek hitelességének fokozása érdekében a Super 8-as szegmenseket valódi Super 8-as kamerákkal és filmanyaggal vették fel. A film az Amerikai Egyesült Államok, Kanada és az Egyesült Királyság koprodukciójában készült.
A filmet az SXSW fesztiválon mutatták be. Az Egyesült Államokban 2012. október 12-én, az Egyesült Királyságban pedig 2012. október 5-én került a mozikba. Magyarországon 2012. december 6-án mutatták be a Big Bang Media forgalmazásában. Általánosságban pozitív kritikákat kapott, dicsérve a színészi játékot, a rendezést, a zenét, az operatőri munkát és a hangulatot, de némi kritikát kapott az ugrásszerű (jumpscare) ijesztgetések (leginkább a fűnyírós jelenet) és a horror klisék használata miatt. Bevételi szempontból kasszasikert aratott; a 3 millió dolláros költségvetéssel szemben 87,7 millió dolláros bevételt hozott. A film pénzügyi sikere eredményeképpen 2015. augusztus 21-én megjelent a Sinister 2. – Az átkozott ház című folytatás az Egyesült Államokban.
Ellison Oswalt (Hawke) az új háza padlásán talált, hátborzongató gyilkosságokat ábrázoló Super 8-as házi videók felfedezése miatt veszélybe kerül a családjával együtt.

## Cselekmény
Ellison Oswalt krimiírónak gondjai vannak a következő könyve megírásával. Családjával egy olyan házba költözik, amelynek előző tulajdonosait meggyilkolták. Oswalt felfedez egy doboznyi házi videót, amely gyilkosságokról készült felvételeket tartalmaz. Azonban valami olyan dolog rejtőzik a felvételekben, ami szerencsétlen következményekkel jár.

## Szereplők
- Ethan Hawke – Ellison Oswalt
- Juliet Rylance – Tracy Oswalt
- Fred Thompson – seriff
- James Ransone – So&So helyettes
- Clare Foley – Ashley Oswalt
- Michael Hall D'Addario – Trevor Oswalt
- Vincent D’Onofrio – Jonas professzor
- Cameron Ocasio – BBQ fiú
- Blake Mizrahi – Christopher Miller / Álmos fiú
- Nick King – Bughuul / „Mr. Boogie”

## Folytatás
2013 márciusában bejelentették, hogy készül a folytatás, és Derrickson tárgyalásokat folytat a forgatókönyv Cargill-lel való közös megírásáról, de a rendezésről nem esett szó. 2014. április 17-én jelentették be, hogy Ciaran Foy rendezi a filmet, Brian Kavanaugh-Jones, Charles Layton, Xavier Marchand és Patrice Théroux pedig az eOne Entertainmenttel együttműködve a vezető producerek lesznek. A film 2015. augusztus 21-én került a mozikba.

## Fordítás
- Ez a szócikk részben vagy egészben  a   Sinister (film) című angol Wikipédia-szócikk fordításán alapul.  Az eredeti cikk szerkesztőit annak laptörténete sorolja fel. Ez a jelzés csupán a megfogalmazás eredetét és a szerzői jogokat jelzi, nem szolgál a cikkben szereplő információk forrásmegjelöléseként.